# Endless Ocean 2 : Aventuriers des fonds marins
Endless Ocean 2 : Aventuriers des fonds marins (en anglais : Endless Ocean 2: Adventures of the Deep ou Endless Ocean: Blue World) est un jeu vidéo de simulation de plongée sous-marine développé par Arika pour l'éditeur Nintendo. Il est sorti en septembre 2009 sur Wii. Il est la suite de Endless Ocean sorti en 2007.

## Système de jeu
Le soft vous offre 7 lieux à explorer (4 océans, 1 rivière, l'île principale et l'aquarium) ainsi que 349 animaux marins et terrestres à découvrir et à étudier. Le jeu introduit aussi des animaux légendaires tels que des versions plus grosses, albinos ou d’un comportement différent d’animaux déjà existants. Vous aurez la possibilité de jouer à plusieurs avec le micro Wii Speak. Vous pourrez amadouer les dauphins afin de leur apprendre de nouveaux tours, mais aussi revendre vos trouvailles pour personnaliser votre aquarium et votre récif.